# Кмечани
Кмечани (серб. Кмећани / Kmećani) — село в общине Баня-Лука Республики Сербской Боснии и Герцеговины. Население составляет 238 человек по переписи 2013 года.

## Население

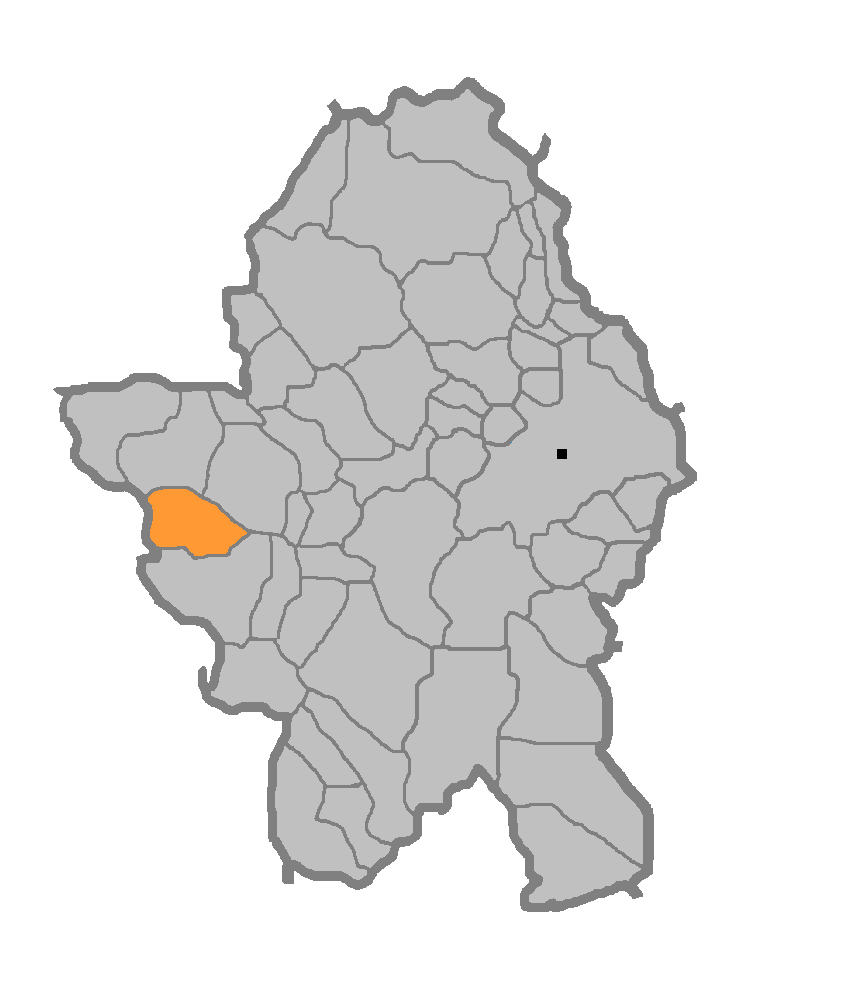
Кмечани и их территория на карте общины Баня-Лука

## Достопримечательности
В селе расположен монастырь Гомионица.